# Luís Gallotti
Pour les articles homonymes, voir Gallotti.
Luís d'Assunção Gallotti (né le 15 août 1904 à Tijucas, dans l'État de Santa Catarina et mort le 24 octobre 1978 à Rio de Janeiro) est un homme politique brésilien, gouverneur de l'État de Santa Catarina de 1945 à 1946.